# Rafał Blechacz
 (mars 2025).
Rafał Blechacz [rafaw.blɛhat͡ʃ ], né le 30 juin 1985 à Nakło nad Notecią, Pologne est un pianiste polonais, lauréat du premier prix du XVe concours international de piano Frédéric-Chopin de Varsovie en 2005.

## Biographie
Rafał Blechacz, qui a commencé le piano à l’âge de cinq ans, étudie à l'Académie de musique de Bydgoszcz. Dès le début de sa carrière, il reçoit un grand nombre de récompenses, non seulement dans son pays natal, où il obtint le 2e prix du Concours de piano Arthur Rubinstein à Bydgoszcz (2002), mais aussi à l’étranger, en Allemagne, au Japon (2003), ou encore au Maroc (2004).
Lors du concours Chopin, le 21 octobre 2005, la performance artistique de Rafał Blechacz a été jugée tellement supérieure à celle de ses concurrents que le jury international a décidé de ne pas attribuer le deuxième prix, pour marquer la distance entre Rafał et les autres. Outre la médaille d'or, Rafał a été gratifié de trois prix spéciaux : « meilleure performance pour une mazurka », « meilleure performance pour une polonaise » et « meilleure performance pour un concerto ». Le troisième prix a été attribué aux deux frères coréens, Dong-Hyek Lim et Dong-Min Lim.
Rafał Blechacz succède dans le palmarès au dernier Polonais lauréat, Krystian Zimerman, couronné en 1975.
Rafał Blechacz a été invité en 2006 à la Philharmonie de Varsovie et au Conservatoire de Moscou avec l'orchestre du Théâtre Mariinsky de Saint-Pétersbourg sous la direction de Valery Gergiev.

## Distinctions
- Médaille d'argent du Mérite culturel polonais Gloria Artis (22 juin 2011)
- Chevalier de l'ordre Polonia Restituta (24 février 2015)

## Discographie
Après avoir réalisé son premier enregistrement chez CD Accord en 2005, Rafał Blechacz signe le 29 mai 2006 un contrat avec Deutsche Grammophon. Depuis, 6 enregistrements sont parus chez Deutsche Grammophon.
- Schumann, Liszt, Debussy, Szymanowski, Chopin (2005)[1]
- Chopin, Préludes op. 28 & Nocturnes op. 62 (octobre 2007)[2]
- Sonates de Haydn, Mozart, Beethoven (octobre 2008)[3]
- Chopin, Concertos pour piano (octobre 2009)[4]
- Debussy, Szymanowski (février 2012)[5]
- Chopin, Polonaises (septembre 2013)[6]
- Johann Sebastian Bach, Concerto Italien, Partitas 1 & 3 (février 2017)[7]